# Sapkás halkapó
A sapkás halkapó (Halcyon pileata) a madarak osztályának szalakótaalakúak (Coraciiformes) rendjébe és a jégmadárfélék (Alcedinidae) családjába tartozó faj.

## Rendszerezése
A fajt Pieter Boddaert holland ornitológus írta le 1783-ban, az Alcedo nembe Alcedo pileata néven.

## Előfordulása
Dél- és Délkelet-Ázsiában, Banglades, Brunei, Dél-Korea, Észak-Korea, a Fülöp-szigetek, Kambodzsa, Kína, Hongkong, India, Indonézia, Japán, Laosz, Malajzia, Mianmar, Nepál, Pakisztán, Oroszország, Szingapúr, Srí Lanka, Tajvan, Thaiföld és Vietnám területén honos. 
Természetes élőhelyei a szubtrópusi és trópusi síkvidéki esőerdők, mangroveerdők, lombhullató erdők, mérsékelt övi erdők, tengerpartok, édesvízi mocsarak és tavak, valamint szántóföldek, ültetvények, vidéki kertek és városi régiók. Vonuló faj.

## Megjelenése
Testhossza 28 centiméter, testtömege 71-138 gramm.
|  |

## Életmódja
Többnyire rovarokkal és halakkal táplálkozik.

## Természetvédelmi helyzete
Az elterjedési területe rendkívül nagy, egyedszáma viszont csökkenő, de még nem éri el a kritikus szintet. A Természetvédelmi Világszövetség Vörös listáján nem fenyegetett fajként szerepel.